# Liste der Biografien/Nen
Liste der Biografien |
Portal Biografien |
Personensuche
# |
A |
B |
C |
D |
E |
F |
G |
H |
I |
J |
K |
L |
M |
N |
O |
P |
Q |
R |
S |
T |
U |
V |
W |
X |
Y |
Z |
?
 
Na |
Nb |
Nc |
Nd |
Ne |
Nf |
Ng |
Nh |
Ni |
Nj |
Nk |
Nl |
Nm |
Nn |
No |
Nr |
Ns |
Nt |
Nu |
Nv |
Nw |
Nx |
Ny |
Nz
 
Nea |
Neb |
Nec |
Ned |
Nee |
Nef |
Neg |
Neh |
Nei |
Nej |
Nek |
Nel |
Nem |
Nen |
Neo |
Nep |
Ner |
Nes |
Net |
Neu |
Nev |
New |
Nex |
Ney |
Nez
Die Liste der Biografien führt alle Personen auf, die in der deutschsprachigen Wikipedia einen Artikel haben. Dieses ist eine Teilliste mit 107 Einträgen von Personen, deren Namen mit den Buchstaben „Nen“ beginnt.

## Nen

### Nena
- Nena (* 1960), deutsche PopsängerinNena (* 1960)

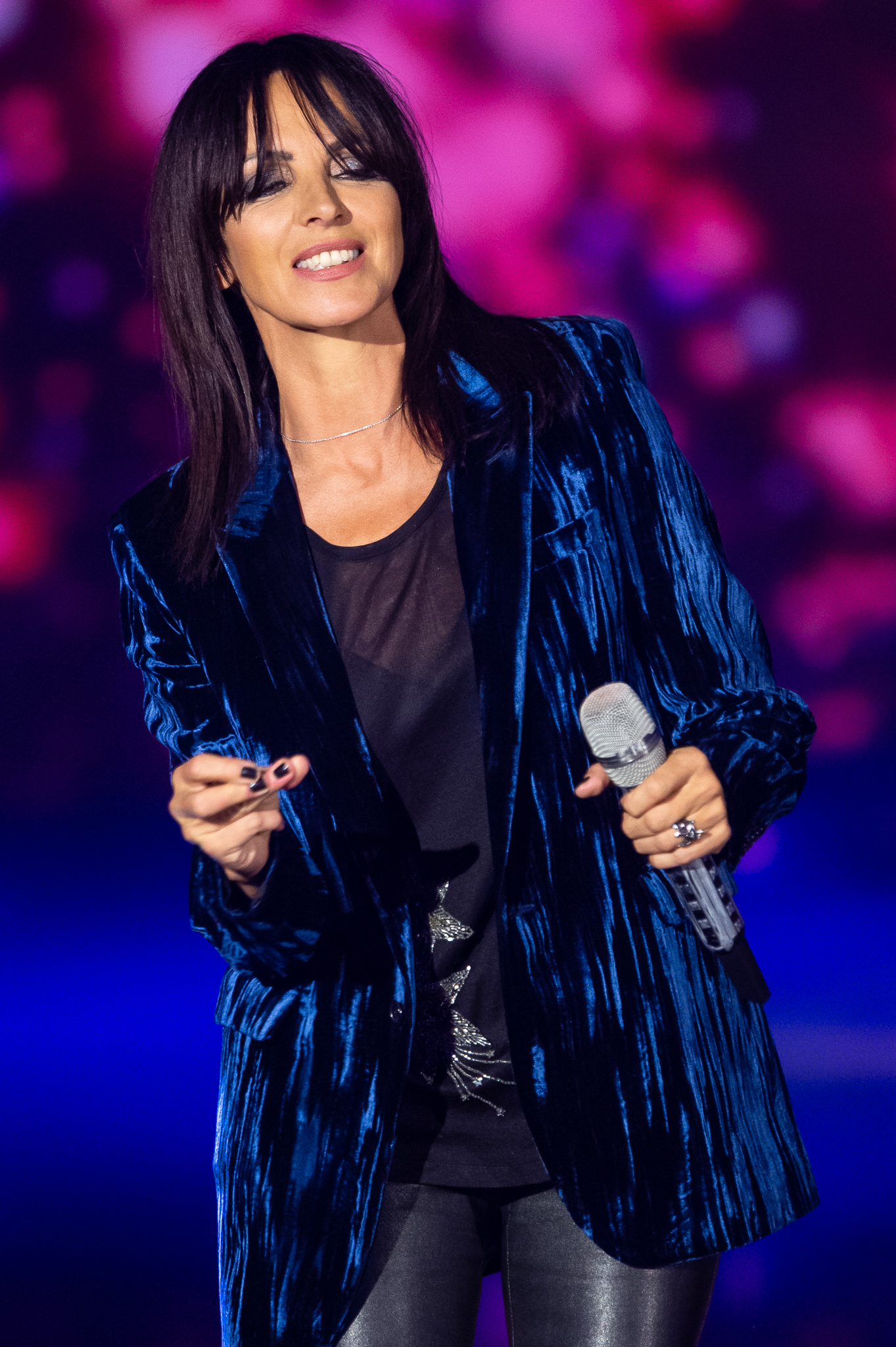
Nena (* 1960)

- Nena, Jacob (* 1941), mikronesischer Politiker, Präsident der Föderierten Staaten von Mikronesien (1996–1999)
- Nenachow, Maxim Maximowitsch (* 1998), russischer Fußballspieler
- Nenad, Jovan, serbischer Anführer
- Nenadić, Draško (* 1990), serbischer Handballspieler
- Nenadić, Đuro (1876–1966), jugoslawischer Forstwissenschaftler und Hochschulrektor
- Nenadić, Milan (1943–2024), jugoslawischer Ringer
- Nenadić, Mislav (* 1992), kroatischer Handballspieler
- Nenadić, Petar (* 1986), serbischer Handballspieler
- Nenadić, Velibor (* 1957), serbischer Handballspieler
- Nenadović, Đorđe (1935–2019), jugoslawischer Schauspieler
- Nenadović, Jakov († 1836), serbischer Freiheitskämpfer und Wojwodenführer
- Nenadović, Kristina (* 2002), französische Radsportlerin
- Nenadović, Ljubomir (1826–1895), serbischer Schriftsteller
- Nenarokow, Wladimir Iwanowitsch (1880–1953), sowjetischer Schachspieler

### Nenc
- Nenci, Enzo (1903–1972), italienischer Bildhauer und Zeichner
- Nenci, Francesco (1781–1850), italienischer Maler
- Nenci, Franco (1935–2020), italienischer Boxer
- Nencini, Gastone (1930–1980), italienischer RadrennfahrerGastone Nencini (1930–1980)

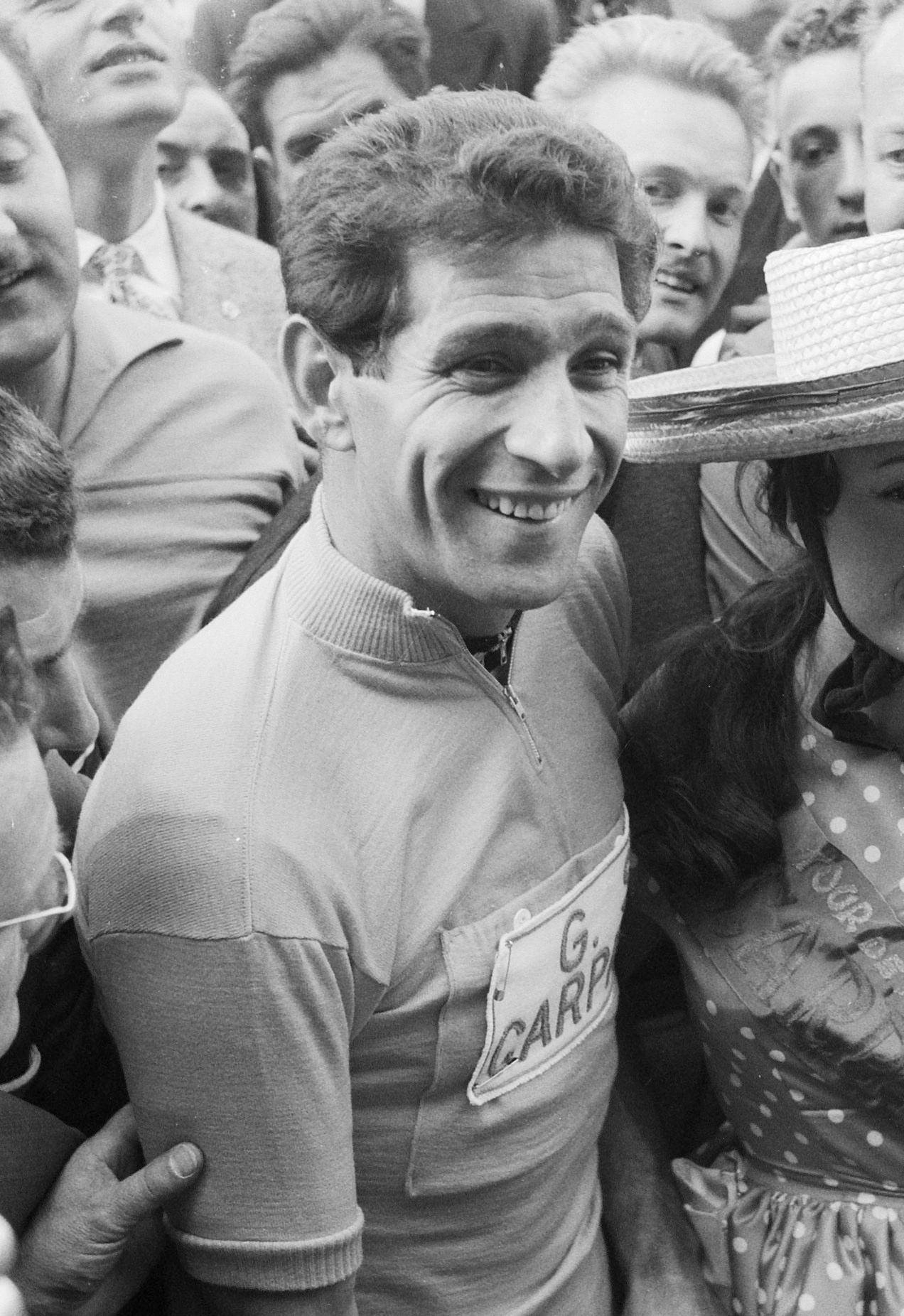
Gastone Nencini (1930–1980)

- Nencioni, Enrico (1837–1896), italienischer Lyriker und Literaturkritiker
- Nencioni, Giovanni (1911–2008), italienischer Linguist und Romanist
- Nencki, Marcel (1847–1901), polnischer Mediziner und Chemiker

### Nend
- Nendel, Karl (1933–2019), deutscher Politiker (SED) und Wirtschaftsfunktionär
- Nendel, Siegfried (1901–1979), deutscher Verwaltungsbeamter
- Nendtvich, Tamás (1782–1858), ungarischer Apotheker, Botaniker und Insektenkundler
- Nendza, André (* 1968), deutscher Jazzmusiker
- Nendza, Jürgen (* 1957), deutscher Dichter und Schriftsteller

### Nene
- Nené (1942–2016), brasilianischer Fußballspieler und Fußballtrainer
- Nenê (* 1947), brasilianischer Musiker (Perkussion, Arrangement, Komposition) und Musikpädagoge
- Nenê (* 1975), brasilianischer Fußballspieler
- Nenê (* 1981), brasilianischer FußballspielerNenê (* 1981)

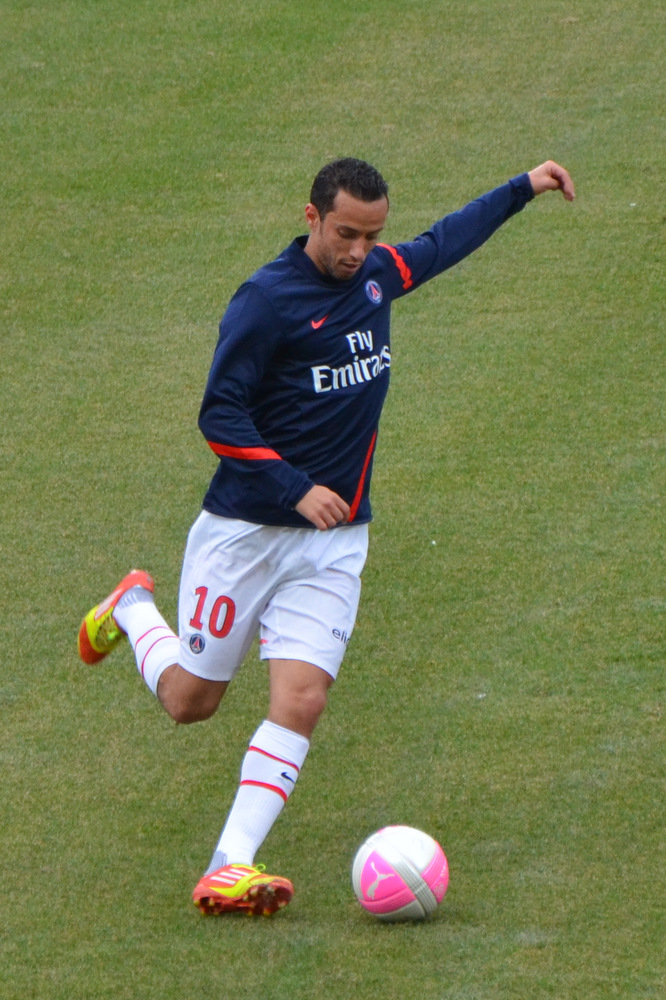
Nenê (* 1981)

- Nenê (* 1982), brasilianischer Basketballspieler
- Nenê (* 1983), brasilianischer Fußballspieler
- Nenê (* 1988), brasilianische Fußballspielerin
- Nene Hatun (1857–1955), türkische Nationalheldin
- Nene, Nhlanhla (* 1958), südafrikanischer Politiker
- Nené, Tamagnini (* 1949), portugiesischer Fußballspieler
- Nene, Tāmati Wāka (1785–1871), Māori-Stammesführer
- Nene, Zakithi (* 1998), südafrikanischer Sprinter
- Nenėnienė, Aldona (1949–1999), litauische Handballspielerin

### Neng
- Nenganga, Vilma (* 1996), angolanische Handballspielerin
- Nengapeta, Maria-Klementina Anuarita (1939–1964), afrikanische Ordensschwester
- Ñengo Flow (* 1981), puerto-ricanischer Rapper und Sänger
- Nengo, Isaiah (1961–2022), kenianischer Paläoanthropologe
- Nengudi, Senga (* 1943), US-amerikanische bildende und darstellende Künstlerin

### Neni
- Neni, altägyptische Königin
- Nenik, Francis (* 1981), deutscher Schriftsteller und Essayist
- Nening, Wolfgang (* 1966), österreichischer Komponist
- Nenitzescu, Costin (1902–1970), rumänischer Chemiker (Organische Chemie)

### Nenl
- Nenljumkina, Soja Nikolajewna (* 1950), sowjetische bzw. russische Dichterin

### Nenn
- Nenne, Volker (* 1970), deutscher Fußballspieler
- Nennecke, Klaus (1925–2016), deutscher Brigadegeneral der Bundeswehr
- Nennemann, Karin (* 1944), deutsche Schauspielerin
- Nennen, Heinz-Ulrich (* 1955), deutscher Philosoph
- Nennhuber, Kevin (* 1988), deutscher Fußballspieler
- Nennhuber, Kilian (* 2004), deutscher Volleyball- und Beachvolleyballspieler
- Nenni, Pietro (1891–1980), italienischer Politiker, Mitglied der Camera dei deputati und Außenminister
- Nenniger, Peter (1944–2024), deutscher Psychologe und Erziehungswissenschaftler
- Nenning, Gerhard (1940–1995), österreichischer SkirennläuferGerhard Nenning (1940–1995)

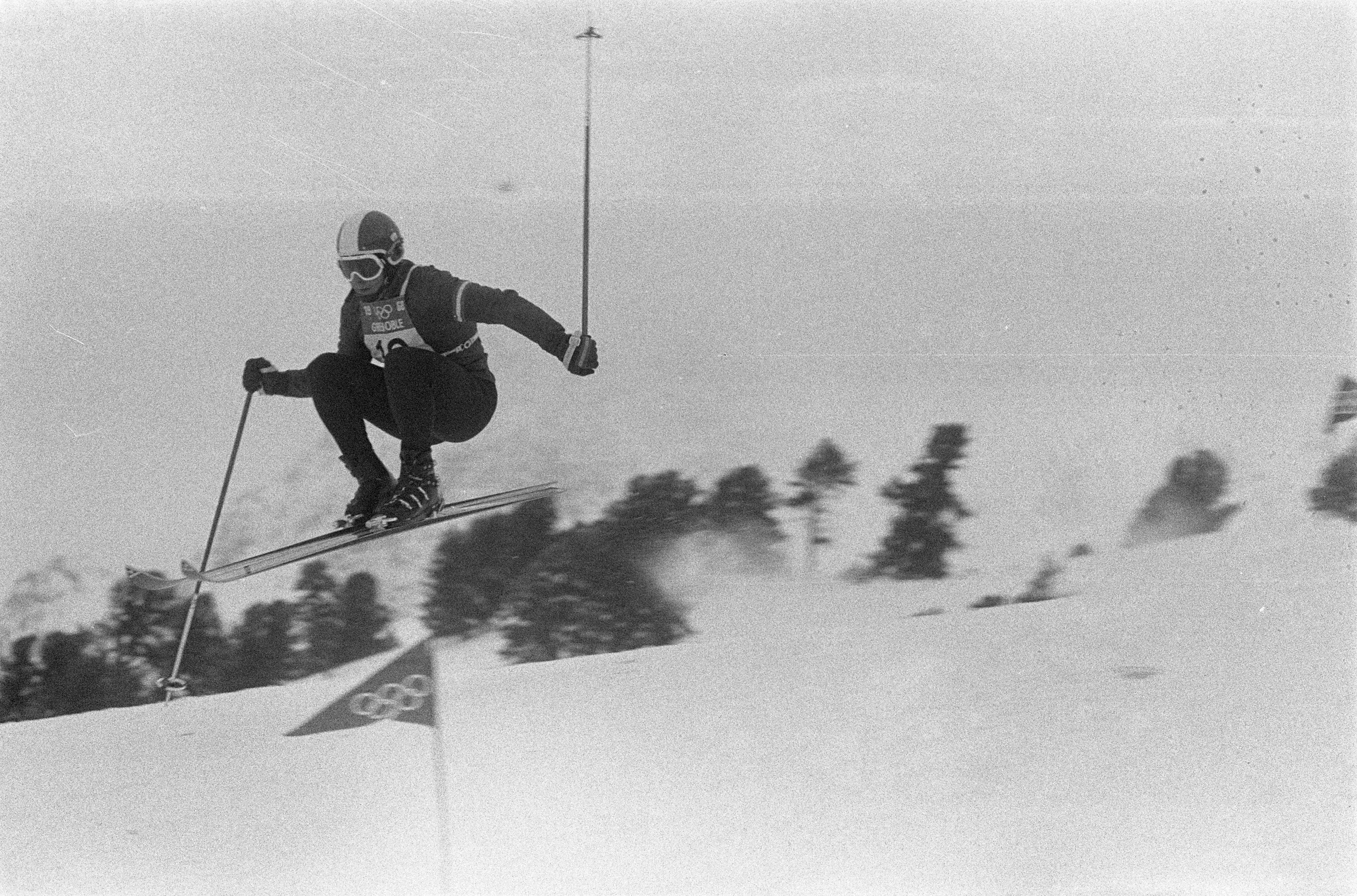
Gerhard Nenning (1940–1995)

- Nenning, Günther (1921–2006), österreichischer Journalist, Autor und politischer Aktivist
- Nenning, Hans Georg (* 1946), österreichischer Schauspieler, Autor und Regisseur
- Nenninger, Erhart († 1492), Bürgermeister der Reichsstadt Heilbronn
- Nenninger, Eric (* 1978), US-amerikanischer Schauspieler
- Nenninger, Guido (1918–2003), deutscher Orgelbauer
- Nenninger, Leopold (1880–1970), deutscher Orgelbauer
- Nenninger, Ulrich († 1451), Bürgermeister der Reichsstadt Heilbronn
- Nennius, britannischer Prinz
- Nennius, frühmittelalterlicher Geschichtsschreiber
- Nennius, Gerhard († 1566), deutscher Mediziner, Mathematiker und Hochschullehrer
- Nennmann, Helmut (* 1949), deutscher Maler und Grafiker
- Nennstiel, Gerhard (* 1946), deutscher FDGB- und SED-Funktionär, MdV
- Nennstiel, Peter (1934–2009), deutscher Basketballtrainer
- Nennstiel, Thomas (* 1958), deutscher Fernsehregisseur

### Neno
- Nénot, Henri-Paul (1853–1934), französischer Architekt
- Nenow, Dimitar (1901–1953), bulgarischer Komponist
- Nenow, Miltscho (* 1957), bulgarischer Eishockeyspieler
- Nenow, Nikola (1907–1996), bulgarischer Radrennfahrer
- Nenowa, Diana (* 1985), bulgarische Volleyballspielerin
- Nenowski, Nikolaj (* 1963), bulgarischer Ökonom

### Nenq
- Nenquimo, Nemonte, ecuadorianische Umweltschützerin und Präsidentin der Gemeinschaft der WaoraniNemonte Nenquimo

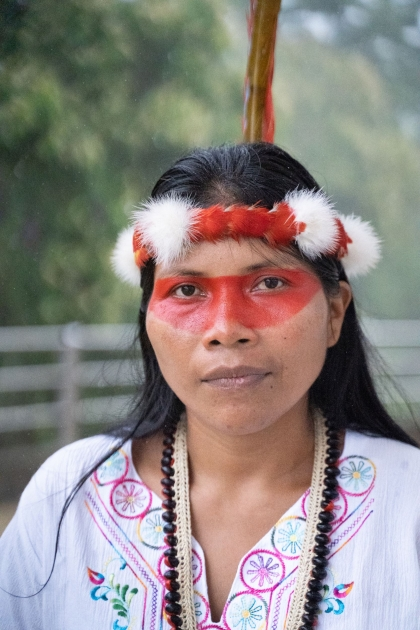
Nemonte Nenquimo

### Nens
- Nenshi, Naheed (* 1972), kanadischer Politiker
- Nenstede, Heinrich († 1529), Ratsherr der Hansestadt Lübeck

### Nent
- Nentjes, Geert (* 1998), niederländischer Dartspieler
- Nentvich, Miroslav (* 1959), deutscher Eishockeyspieler
- Nentwich, Alfred (1896–1964), tschechoslowakisch-deutscher Politiker
- Nentwich, Alfred A. (1931–2024), österreichischer Atomphysiker
- Nentwich, Andreas (* 1959), deutscher Germanist
- Nentwich, Marianne (* 1942), österreichische Schauspielerin
- Nentwich, Markus (* 1994), österreichischer Musiker, Komponist und Musiker
- Nentwich, Michael (* 1964), österreichischer Technikfolgenabschätzer
- Nentwich, Ralf (* 1982), deutscher Pädagoge und Politiker (Bündnis 90/Die Grünen), MdL
- Nentwich, Thomas (* 1975), österreichischer Fußballspieler
- Nentwig, Armin (* 1943), deutscher Politiker (SPD), MdL und Landrat
- Nentwig, Bernd (* 1957), deutscher Architekt; Hochschullehrer
- Nentwig, Carsten (* 1966), österreichischer Bobfahrer
- Nentwig, Dieter (* 1946), deutscher Musikveranstalter und -produzent
- Nentwig, Franz Ferdinand (1923–2015), deutscher Opernsänger (Bassbariton)
- Nentwig, Helmut (1916–2007), deutscher Maler, Filmarchitekt und Szenenbildner beim Fernsehen
- Nentwig, Ingo (1960–2016), deutscher Sinologe und Ethnologe
- Nentwig, Jürgen, deutscher Ruderer
- Nentwig, Konrad (1938–2025), deutscher Radrennfahrer
- Nentwig, Teresa (* 1982), deutsche Politikwissenschaftlerin
- Nentwig, Wolfgang (* 1953), deutscher Ökologe
- Nentwig-Gesemann, Iris (* 1964), deutsche Erziehungswissenschaftlerin und Hochschullehrerin

### Nenz
- Nenz, Cornelia (* 1950), deutsche Dramaturgin und Intendantin
- Nenz, Karin (* 1945), deutsche Glasgestalterin
- Nenzinho (* 1933), brasilianischer Fußballspieler